# Scipionernas familjegrav

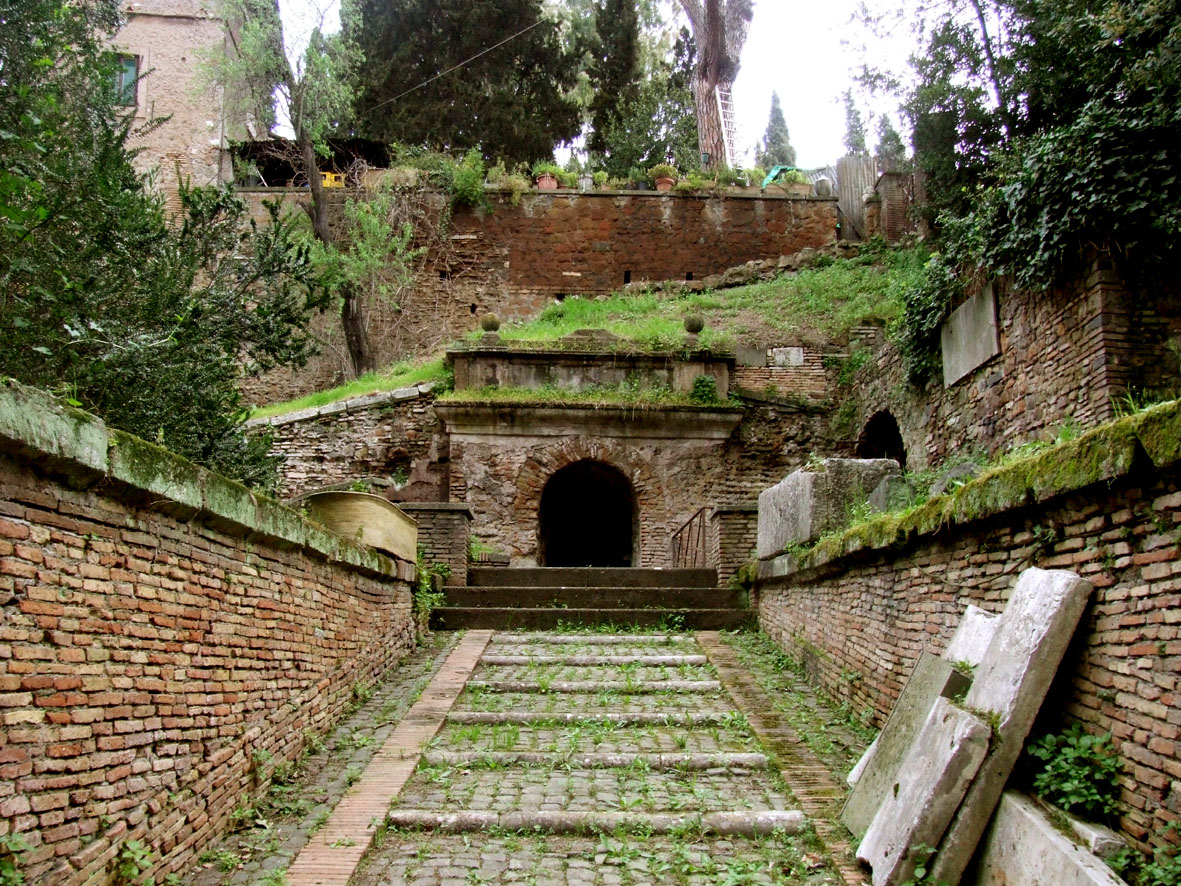
Ingången till Scipionernas familjegrav.

Scipionernas familjegrav (latin: Sepulcrum Scipionum, italienska: Sepolcro degli Scipioni) är Scipionernas familjegrav, belägen i Rione Celio i sydöstra Rom. Gravkammaren var i bruk från början av 200-talet f.Kr. till början av första århundradet e.Kr. Den förste som gravsattes i familjegraven var Lucius Cornelius Scipio Barbatus, som var konsul år 298 f.Kr.
Graven upptäcktes år 1614 och utforskades ytterligare 1780 och 1926–1927. Gravkammarens fasad hade skulpturer föreställande politikerna och generalerna Scipio Africanus och Lucius Cornelius Scipio Asiaticus samt poeten Ennius, som hade författat diktverket Scipio.

## Bilder
| - Del av gravkammaren. - Schematisk plan över graven. - Gravinskription. |

| - Gravkammarens fasad. |

### Webbkällor
- ”Sepolcro degli Scipioni” (på italienska). Sovrintendenza Capitolina ai Beni Culturali. Arkiverad från originalet den 29 november 2021. https://archive.md/qn3DY. Läst 29 november 2021.